# Paralichthys brasiliensis
Paralichthys brasiliensis är en fiskart som först beskrevs av Camillo Ranzani 1842.  Paralichthys brasiliensis ingår i släktet Paralichthys och familjen Paralichthyidae. Inga underarter finns listade i Catalogue of Life.